# 北海道道880号上音標音標線

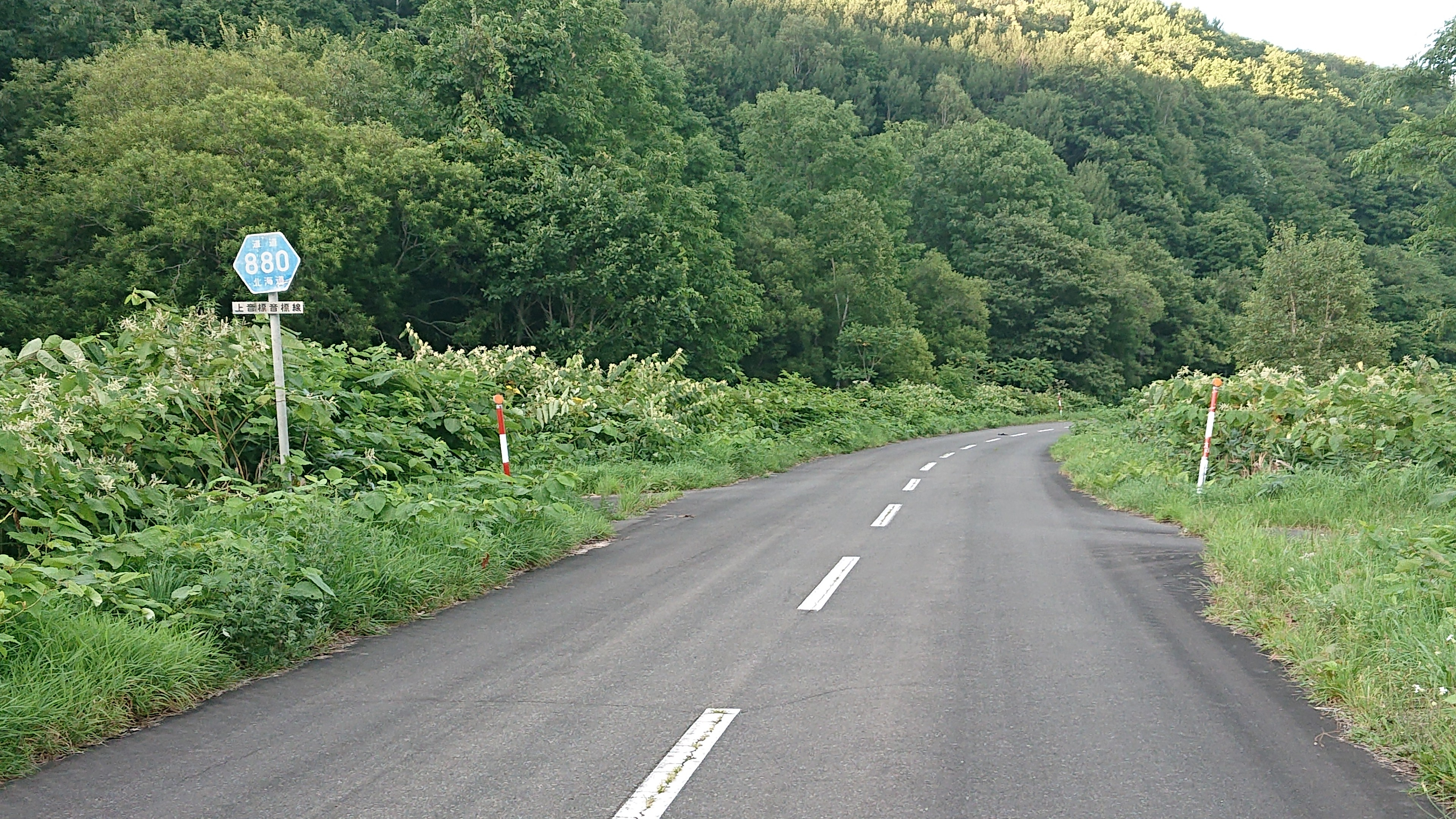
北海道道880号上音標音標線

北海道道880号上音標音標線（ほっかいどうどう880ごう かみおとしべおとしべせん）は、北海道枝幸郡枝幸町内を結ぶ一般道道（北海道道）である。

## 概要
起点寄りに、未舗装および冬季通行止めの区間がある。

### 路線データ
- 起点：北海道枝幸郡枝幸町上音標（北海道道120号美深中頓別線交点）
- 終点：北海道枝幸郡枝幸町音標（国道238号交点）
- 路線延長：19.7 km（総延長）

## 歴史
- 1976年（昭和51年）3月31日 - 路線認定[1]。

## 地理

### 通過する自治体
- 宗谷総合振興局
  - 枝幸郡枝幸町

### 交差する道路
枝幸町
- 北海道道120号美深中頓別線 - 上音標（起点）
- 国道238号 - 音標（終点）